# Майлз-Кларк, Джерл
Джерл Майлз Кларк (англ. Jearl Miles-Clark; род. 4 сентября 1966, Гейнсвилл, Флорида) — американская легкоатлетка, специализирующаяся в спринте, двукратная олимпийская чемпионка и серебряный призер Олимпийских игр, четырехкратная чемпионка мира.

## Биография
Выступала за Соединенные Штаты на летних Олимпийских играх 1992 года в Барселоне, Испания, на дистанции 4х400 метров, где завоевала серебряную медаль вместе со своими товарищами по команде Наташей Кайзер, Гвен Торренс и Рошель Стивенс.
Вернулась на летние Олимпийские игры 1996 года в Атланте, США, где снова бежала вместе с Рошель Стивенс и другими американцами Майклом Мэлоуном и Ким Грэмом, с целью выиграть золотую медаль в беге на 4х400 метров.
В третий раз она выступила на Олимпийских играх 2000 года в Сиднее, Австралия, и снова вышла с золотой медалью на дистанции 4х400 метров вместе со своими товарищами по команде Моникой Хеннаган, Марион Джонс и Латашей Колендер-Ричардсон. Позже Марион Джонс была лишена этой медали из-за подозрений в допинге. Однако она и еще 6 членов команды успешно обжаловали решение о лишении их медалей в июле 2010 года.